# S.S.D. Calcio San Donà
Società Sportiva Dilettantistica Calcio San Donà (thường được gọi đơn giản là San Donà) là một câu lạc bộ bóng đá Ý đến từ San Donà di Piave, Veneto.

## Lịch sử

### AC Sandonà 1922

Logo AC Sandonà cũ

Câu lạc bộ được thành lập vào năm 1922 với tên SC Ardita và đổi tên thành AC San Donà vào năm 1945 và AC Sandonà 1922 vào năm 2001.

#### Serie C
San Donà chơi ở Serie C2 từ 1994-95 đến 1998-99, khi đội được thăng hạng lên Serie C1. Sau chuỗi này, câu lạc bộ đã xuống hạng trở lại Serie C2 và, vào cuối mùa giải 2000-01, đến Serie D.

#### Bán danh hiệu thể thao
Vào mùa hè năm 2001, San Donà đã bán danh hiệu thể thao của mình cho US Città di Jesolo, đội chơi ở Promozione vào thời điểm đó và được giới thiệu là AC Sandonà 1922, thay thế Jesolo ở Promozione.
Trong mùa giải 2001 2001, câu lạc bộ đã thắng Promozione Veneto bảng D và được thăng hạng Eccellenza Veneto.

#### Từ 2006-07 đến 2009-10
Sandonà được thăng hạng lên Serie D sau mùa giải 2006-07. Chơi ở bảng B của Eccellenza Veneto, Sandonà kết thúc ở vị trí đầu tiên với AsoloFonte, với 57 điểm. Vào ngày 6 tháng 5 năm 2007, trò chơi tie-breaker đã có chiến thắng 2-1 nghiêng về Sandonà, được thăng hạng trực tiếp lên Serie D.
Chỉ sau một mùa giải, câu lạc bộ đã xuống hạng trở lại Eccellenza, nhưng nó đã được chuyển đến Serie D để lấp chỗ trống.
Đội đã xuống hạng một lần nữa vào năm 2009 và vào cuối mùa giải 2009-10 ngay cả khi đến Promozione. Vào cuối mùa giải, đội không tham gia giải vô địch 2010-11.

### SandonàJesoloCalcio

#### Tái lập danh hiệu thể thao
Vào mùa hè 2010 AC Sandonà 1922 đã lấy lại danh hiệu thể thao của Città di Jesolo được bán vào năm 2001, đổi tên ở SandonàJesoloCalcio, để chơi Serie D trong mùa giải Serie D 2010-11.

#### Serie D 2010-11
Đội bóng đã kết thúc mùa giải ở vị trí thứ 4 trong bảng C của Serie D và, sau khi đánh bại Venezia 3-2, đội đã có được quyền vào vòng play-off quốc gia lọt vào bán kết, nơi đội bị loại bởi Turris.

#### Serie D 2011-12
Trong mùa giải 2011-12, câu lạc bộ đã giành quyền truy cập vào trận chung kết play-off thăng hạng Serie D khi được nhận trực tiếp vào vòng 4 với tư cách là người vào chung kết Coppa Italia Serie D, nhưng đã bị đánh bại bởi 3-2 bởi Cosenza.

#### Thanh lý
Vào mùa hè 2013, câu lạc bộ đã không thể vào 2013-2014 Serie D và sau đó đã bị thanh lý.

#### Città di San Donà di Piave
Đội bóng đã được giới thiệu lại vào mùa hè năm 2013 với tên gọi "Associazione Sportiva Dilettantistica Città di San Donà di Piave" và nó gia nhập Terza Cargetoria, cấp độ thứ chín và cuối cùng của bóng đá Ý. Vào năm 2013-14, Don Don đã kết thúc mùa giải ở vị trí thứ 5, sau đó, vào năm 2014-2015, đội bóng đã đứng thứ 1 và được thăng hạng lên Seconda Cargetoria 2015. Trước mùa giải, nó đổi tên thành SSD Calcio San Donà. Năm 2015-2016 San Donà kết thúc mùa giải ở vị trí thứ 8.

## Màu sắc và huy hiệu
Màu sắc của nó là trắng và xanh da trời. Chiếc áo thứ hai là rau dền.